# Philiris caerulea
Philiris caerulea är en fjärilsart som beskrevs av Tite 1963. Philiris caerulea ingår i släktet Philiris och familjen juvelvingar. Inga underarter finns listade i Catalogue of Life.